# Ghiacciaio Liadov
Il ghiacciaio Liadov è un ghiacciaio lungo circa 4 km situato sull'isola Alessandro I, al largo della costa della Terra di Palmer, in Antartide. Il ghiacciaio, il cui punto più alto si trova a circa 250 m s.l.m., si trova a metà della sulla costa nord-orientale della penisola Harris da dove fluisce in direzione est-nord-est fino a entrare nell'insenatura di Brahms.

## Storia
Il ghiacciaio Liadov è stato così battezzato nel 1987 dall'Accademia sovietica delle scienze che, rispettando la consuetudine di dare alle formazioni della regione il nome di un personaggio del mondo della musica, lo ha rinominato in onore del compositore russo Anatolij Konstantinovič Ljadov.